# Kanton Herserange
Kanton Herserange (fr. Canton d'Herserange) byl francouzský kanton v departementu Meurthe-et-Moselle v regionu Lotrinsko. Tvořilo ho šest obcí. Zrušen byl po reformě kantonů 2014.

## Obce kantonu
- Haucourt-Moulaine
- Herserange
- Hussigny-Godbrange
- Longlaville
- Mexy
- Saulnes